# どっきん!面白天国
どっきん!面白天国（どっきんおもしろてんごく）は、1984年から1985年までラジオ大阪の金曜日に放送されていたワイドラジオ番組。

## 概要
本番組は、13:00〜16:00の1部、20:00〜25:00の2部に分かれており、1部に「ゲラ・ゲラ・ゲリラ」、2部に「わくわく生放送」というサブタイトルが付いていた。「ゲラ・ゲラ・ゲリラ」はスタジオを飛び出して「ゲリラ隊」と言われたパーソナリティチームがラジオカーに乗って出掛け、様々な所から生中継をすることが主となっていた。「わくわく生放送」はスタジオからの放送が主体ではあったが、こちらでも外からのレポートをする「忍者レポート」コーナーが存在していた。なお、本番組は金曜日と土曜日を跨ぐ放送であることから「どっきん!」というタイトルであった。
「わくわく生放送」は1985年3月29日に先に終了、以後は13:00〜16:00の1部のみで放送を続行。末期は『桂べかこのどっきん!面白天国』とラジオ欄に載っていたこともあったが、1985年9月6日からは平日の昼ワイド番組『バンザイ!歌謡曲』の金曜日に吸収された（パーソナリティは同じく桂べかこ）。

## パーソナリティ
（）

### 第1部 ｢ゲラ・ゲラ・ゲリラ｣
- 桂べかこ（ゲリラ隊隊長）
- 桂雀々
- 嘉門達夫（探検担当）
- やすえ・やすよ
- 笑福亭笑瓶
- MAKOTO（北野誠）

これ以下は、1984年10月からの新加入
- 桂小枝
- 桂三馬枝
- 春けいこ
- 西端やよい

### 第2部 ｢わくわく生放送｣
- 清水國明
- 笑福亭鶴光
- 新野新
- 宮川大助・花子（レポーター）

## コーナー
（）

### 第1部 ｢ゲラ・ゲラ・ゲリラ｣
- 夕食バーゲン
店や市場へ出かけたゲリラ隊がその店の主人と交渉をし、値段と売る数を決める様子、約30分後にゲリラ隊がバーゲン品を売る様子を放送。月に1回のペースで、青空市場の企画も行っていた。
- ラジオ・タクシー
自動車電話を付けたラジオカーをタクシーにして、乗せた客との会話をそのまま放送。客が話をしない時には、運転手を務めるゲリラ隊メンバーがネタをした。
- カラオケ・ウォークギャル
街角で通行人に突然、一曲歌ってもらおうと突撃するコーナー。このコーナーの担当は未知やすえ・やすよ。
- 白昼堂々探検隊
街中の不思議なこと、珍しいものの“何故”を探っていた。
- カラオケ歌合戦
- ウロー笑瓶

### 第2部 ｢わくわく生放送｣
- 忍者レポート
レポーターの宮川大助・花子がラジオカーに乗って様々な所に出現し、リポートしていた[2]。
- 電話でどっきん!日本裏表
日本中どこへでもランダムに電話を掛け、ローカルニュース、穴場などからの珍しい情報、おかしな話などを聞き出していた。
- 私は目撃者
リスナーが街中などで目撃した有名人の情報を募集[2]。
- どっきん!相談室
レギュラーパーソナリティが回答者となってリスナーからの相談事に乗る。
- 二輪車野郎大集合
- どっきん!びっくり箱
- どっきん!電話
- 宿題相談[2]